# Otatal, Álamo Temapache
Otatal är en ort i Mexiko.   Den ligger i kommunen Álamo Temapache och delstaten Veracruz, i den sydöstra delen av landet, 230 km nordost om huvudstaden Mexico City. Otatal ligger 65 meter över havet och antalet invånare är 498.
Terrängen runt Otatal är platt åt sydväst, men åt nordost är den kuperad. Runt Otatal är det ganska tätbefolkat, med 65 invånare per kvadratkilometer. Närmaste större samhälle är Temapache, 9,4 km öster om Otatal. Trakten runt Otatal består till största delen av jordbruksmark.